# Mari Törőcsik
Mari Mari Törőcsik (Pély, 23 de novembro de 1935 – 16 de abril de 2021) foi uma atriz húngara.
Em 1976, ela recebeu o prêmio de Melhor Atriz no Festival de Cannes por seu trabalho em Déryné, hol van? (dividido com Dominique Sanda).
Em 1971, já recebera menção honrosa, no mesmo festival, por sua atuação em Szerelem.
Törőcsik morreu em 16 de abril de 2021.

## Filmografia selecionada
- Merry-Go-Round (1956)
- Two Confessions (1957)
- Iron Flower (1958)
- St. Peter's Umbrella (1958)
- Édes Anna (1959)
- Drama of the Lark (1963)
- Silence and Cry (1968)
- The Boys of Paul Street (1969)
- Those Who Wear Glasses (1969)
- Love (1971)
- Trotta (1971)
- Cats' Play (1972)
- Electra, My Love (1974)
- Mrs. Dery Where Are You? (1975)
- Forbidden Relations (1983)
- My First Two Hundred Years (1985)
- Music Box (1989)
- The Summer Guest (1992)
- Whoops (1993)
- The Outpost (1995, voice only)
- Long Twilight (1997)
- Sunshine (1999)
- A Long Weekend in Pest and Buda (2003)
- Adventure (2011)